# Joann Aalfs
Joann W. Aalfs (Saint Paul, 29 de marzo de 1923 - 3 de febrero de 2021) fue una activista estadounidense por los derechos de las mujeres y de las personas LGBT.

## Trayectoria
Joann Aalfs nació en 1923 en Saint Paul, Minnesota, hija de Cecelia Elizabeth Nesler y James Humphrey Wilkinson. Se graduó en 1941 en St. Paul, y se licenció en el Bennington College en 1945. Estudió en el Seminario Teológico Unión de Nueva York.
Aalfs sirvió junto a su entonces marido en diversos ministerios presbiterianos, en zonas como Salem, Nueva York, y Kasur, Pakistán, en 1951-1952.
En 1963, Aalfs comenzó a organizar mítines políticos y actos sociales con mujeres en New Bedford (Massachusetts). Trabajaría con el New Bedford Women's Center en 1972, con Women and Violence de 1976 a 1977 y con el Southeastern Massachusetts University Women's Center de 1972 a 1978.
Con el tiempo, el enfoque del Centro de Mujeres de New Bedford en el activismo por la salud de la mujer, el acceso al aborto, etc., la dejó insatisfecha. Quería formar parte de una comunidad de mujeres que se centrara más en la concienciación como herramienta para el cambio personal y cultural. Finalmente, Aalfs abandonó el NBWC para ayudar a fundar el New Bedford Women's Awareness Group, que se reunió más o menos subrepticiamente durante varios años en la década de los 70 y principios de los 80 en la YWCA local. El grupo creó Rough Draft, un boletín que contaba historias de las mujeres de la organización.

## Vida personal
En 1950, Aalfs se casó con John Linden Aalfs, con quien tuvo cuatro hijos: Mary Linden (1951), Mark Stephen (1953), Janet Elizabeth (1956) y Thomas John (1958). La hija de Aalfs, Janet, es poeta y artista marcial.
En 1980 escapó de lo que había sido un matrimonio abusivo (con la ayuda de la profesora del Boston College, Mary Daly, a algunas de cuyas clases había asistido) y se divorció de su marido. Aalfs se refugió en el Battered Women's Shelter de Springfield (Massachusetts) hasta que se trasladó a Northampton (Massachusetts) en 1981; en 1989 se mudó a Wendell (Massachusetts) y en 1993 volvió a Northampton.
En 2004 salió del armario como lesbiana y comenzó a organizarse para ayudar a otras lesbianas en New Bedford (Massachusetts) y Northampton (Massachusetts). Murió en febrero de 2021 a la edad de 97 años.